# Partito Democratico Laburista
Il Partito Democratico Laburista (in portoghese Partido Democrático Trabalhista, PDT) è un partito politico brasiliano.
Il PDT è un partito socialdemocratico, affiliato all'Internazionale Socialista, fondato nel 1979 da Leonel Brizola, quale continuatore delle politiche del Partito Laburista Brasiliano (PTB). Il PTB fu una formazione politica di centrosinistra, sciolta nel 1965 ad opera della giunta militare al potere in Brasile tra il 1964 ed il 1985. Negli stessi anni venne fondato il Partito Laburista Brasiliano, che pur facendo proprio il nome del vecchio PTB si collocò su posizioni conservatrici.
Alle legislative del 1982, le prime pluripartitiche dall'inizio della dittatura, il PDT ottenne il 5,8% dei voti ed elesse 23 deputati. Alle successive elezioni del 1986, il PDT incrementò i propri consensi, salendo al 6,5%, ed i propri seggi, conquistandone uno in più.
Alle presidenziali del 1989, Brizola, con il 16% dei consensi, non riuscì ad arrivare al ballottaggio con il conservatore Fernando Collor de Mello, superato di appena lo 0,5% dei voti da Luiz Inácio Lula da Silva del Partito dei Lavoratori. Nonostante Brizola e Lula fossero entrambi candidati espressione della sinistra, Collor fu eletto presidente.
La buona affermazione di Brizola alle presidenziali, spinse il PDT al 10% dei voti alle politiche del 1990. Il PDT raddoppiò i propri seggi, passando a 46, riuscendo a superare il Partito dei Lavoratori (PT), che pur avendo conseguito lo 0,4% dei voti in più elesse 9 deputati in meno. In tal modo il PDT si pose come la terza forza politica del paese dopo il Partito del Movimento Democratico Brasiliano (centristi) ed il Partito del Fronte Liberale (centrodestra), la prima della sinistra.
Le politiche del 1994, segnarono un arretramento del PDT, che scendendo al 7,5% dei voti venne superato non solo dal PT, ma anche dal Partito della Social Democrazia Brasiliana (centrosinistra), Partito Repubblicano Progressista (centrodestra), Partito Progressista (centrodestra). Le elezioni del 1998 segnano un ulteriore calo del PDT, che ottiene il 4,5% dei voti e 25 seggi. Le politiche del 2002, confermarono il precedente dato in termini di voti, ma segnarono un'ulteriore perdita in termini di seggi, 21 (-4). Il PDT tra il 1998 ed il 2010 ha confermato un consenso stabile tra il 5 ed il 5,7% dei voti.
Il PDT ha pagato, dal 1994 in poi, lo spostamento a destra dell'elettorato brasiliano e la scelta più "pragmatica" del PT, che si è lentamente allontanato dalle originarie posizioni massimaliste, riuscendo, così, ad eleggere il proprio leader, Lula, alla carica di presidente della repubblica nel 2002. Gli scandali che hanno contraddistinto la presidenza Lula hanno determinato la fuoriuscita di alcuni menmbri della sinistra del PT, che hanno dato vita al Partito Socialismo e Libertà (PSOL). Alcuni deputati, però, hanno preferito abbandonare il PT per aderire al PDT.

## Risultati elettorali

### Elezioni presidenziali
| Anno | Candidato supportato | 1º Turno   | 1º Turno   | 2º Turno   | 2º Turno   |
| Anno | Candidato supportato | Voti       | %          | Voti       | %          |
| ---- | -------------------- | ---------- | ---------- | ---------- | ---------- |
| 1989 | Leonel Brizola       | 11 166 016 | 16,5 (3.º) |            |            |
| 1994 | Leonel Brizola       | 2 015 843  | 3,2 (5.º)  |            |            |
| 1998 | Lula da Silva        | 21 470 333 | 31,7 (2.º) |            |            |
| 2002 | Ciro Gomes           | 10 166 324 | 12,0 (4.º) |            |            |
| 2006 | Cristovam Buarque    | 2 538 844  | 2,6 (4.º)  |            |            |
| 2010 | Dilma Rousseff       | 47 651 434 | 46,9 (1.º) | 55 752 529 | 56,1 (1.º) |
| 2014 | Dilma Rousseff       | 43 267 668 | 41,6 (1.º) | 54 501 119 | 51,6 (1.º) |
| 2018 | Ciro Gomes           | 13 344 371 | 12,5 (3.º) |            |            |
| 2022 | Ciro Gomes           | 3 599 287  | 3,0 (4.º)  |            |            |

### Elezioni legislative
| Anno | Voti      | %          | +/- | Seggi    | +/- |
| ---- | --------- | ---------- | --- | -------- | --- |
| 1982 | 2 394 723 | 5,8 (3.º)  |     | 23 / 479 |     |
| 1986 | 3 075 429 | 6,5 (5.º)  | 0,7 | 24 / 487 | 1   |
| 1990 | 4 068 078 | 10,0 (4.º) | 3,5 | 46 / 502 | 22  |
| 1994 | 3 303 434 | 7,2 (6.º)  | 2,8 | 34 / 513 | 12  |
| 1998 | 3 776 541 | 5,7 (6.º)  | 1,5 | 25 / 513 | 9   |
| 2002 | 4 482 528 | 5,1 (7.º)  | 0,6 | 21 / 513 | 4   |
| 2006 | 4 854 017 | 5,2 (7.º)  | 0,1 | 24 / 513 | 3   |
| 2010 | 4 854 602 | 5,0 (8.º)  | 0,2 | 28 / 513 | 4   |
| 2014 | 3 472 175 | 3,6 (10.º) | 1,4 | 19 / 513 | 9   |
| 2018 | 4 571 756 | 4,7 (11.º) | 1,1 | 28 / 513 | 9   |
| 2022 | 3 828 289 | 3,5 (10.º) | 1,2 | 17 / 513 | 11  |